# 石津優
石津 優（いしづ ゆう、1987年4月8日 - ）は、広島県廿日市市出身のアーチェリー選手。
広島県立佐伯高等学校でアーチェリーを始めた。別府大学文学部人間関係学科を2010年卒業、広島県アーチェリー協会所属。
2010年フィールド選手権で5位となった。
2012年4月から無職となってロンドンオリンピックを目指した同年6月にアメリカ合衆国ユタ州オグデンで行われたロンドンオリンピック世界最終予選で好成績をあげてオリンピック出場権を獲得した。オリンピックでは菊地栄樹、古川高晴と男子団体に出場、1回戦では格上のインドを破ったが、準々決勝でアメリカ合衆国に1点差で敗れた。